# شاه‌توت‌کوب سیاه
شاه‌توت‌کوب سیاه (نام علمی: Melanocharis nigra) نام یک گونه از سرده شاه‌توت‌کوب است.